# Economía de la dinastía Ming

El Imperio Ming hacia 1580.

La economía de la dinastía Ming (1368-1644) de China fue la más grande del mundo durante ese período. Se considera una de las tres edades de oro de China (las otras dos son los períodos Han y Tang). El período estuvo marcado por la creciente influencia política de los comerciantes , el debilitamiento gradual del dominio imperial y los avances tecnológicos.

## Moneda

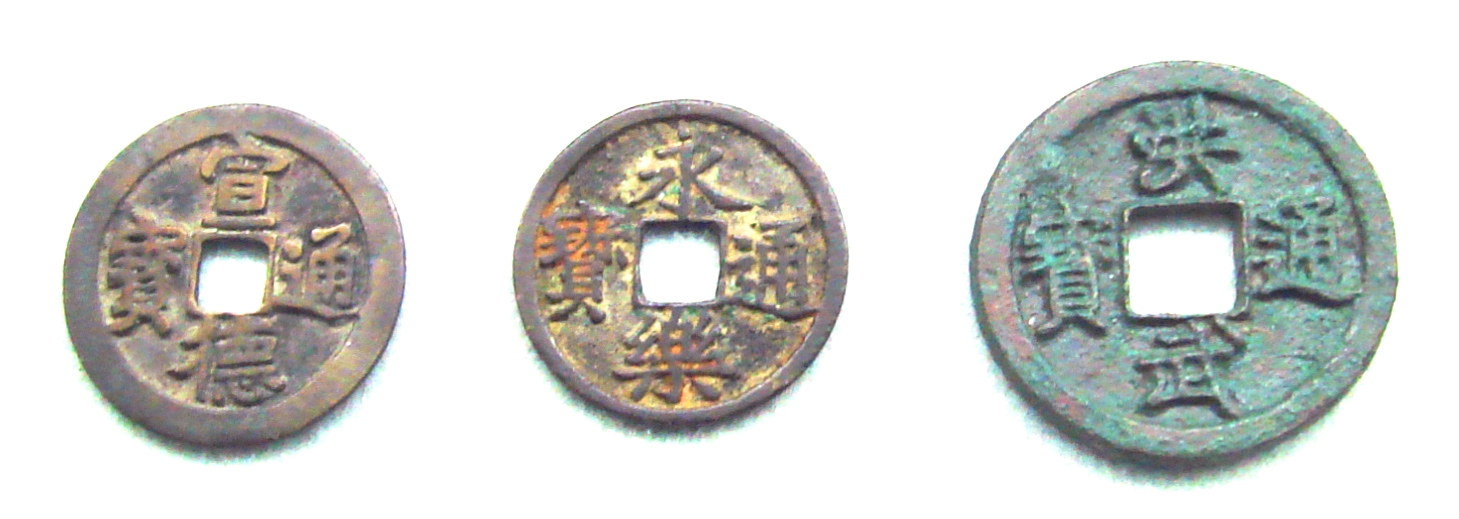
Antiguas monedas chinas de los siglos XIV-XVII

La dinastía Ming temprana intentó utilizar papel moneda, con salidas de lingotes limitadas por su prohibición del comercio exterior privado. Al igual que sus antepasados, la moneda experimentó una falsificación e hiperinflación masivas. (En 1425, los billetes Ming se cotizaban a aproximadamente el 0,014% de su valor original bajo el emperador Hongwu). Los billetes permanecieron en circulación hasta 1573, pero su impresión finalizó en 1450. Las monedas menores se acuñaron en metales básicos, pero el comercio se realizó principalmente con lingotes de plata. Como su pureza y peso exacto variaban, fueron tratados como lingotes y medidos en tael. Estos " sycee " de fabricación privada se empezaron a utilizar en Guangdong y se extendieron al bajo Yangtze en algún momento antes de 1423, año en que se volvió aceptable para el pago de obligaciones fiscales. A mediados del siglo XV, la escasez de plata en circulación provocó una contracción monetaria y una extensa reversión al trueque. El problema se resolvió mediante la importación de contrabando, luego legal, de plata japonesa (principalmente a través de portugueses y holandeses ) y plata española de Potosí transportada en los galeones de Manila. Los impuestos provinciales debían pagarse en plata en 1465; el impuesto a la sal, en 1475; y corvée, en 1485. A finales de los Ming, la cantidad de plata utilizada era extraordinaria: en un momento en que los comerciantes ingleses consideraban decenas de miles de libras una fortuna excepcional, el clan de comerciantes Zheng participaba regularmente en transacciones valoradas en millones de taels. Sin embargo, una segunda contracción de la plata ocurrió a mediados del siglo XVII cuando el rey Felipe IV comenzó a hacer cumplir las leyes que limitaban el comercio directo entre la América del Sur española y China aproximadamente al mismo tiempo que el nuevo shogunato Tokugawa en Japón restringió la mayoría de sus exportaciones extranjeras, cortando el acceso de los holandeses y portugueses a su plata. El dramático aumento en el valor de la plata en China hizo que el pago de impuestos fuera casi imposible para la mayoría de las provincias. In extremis, el gobierno incluso reanudó el uso de papel moneda en medio de la rebelión de Li Zicheng.

## Manufacturas

### Privatización
Otra característica clave de la industria manufacturera Ming fue la privatización. A diferencia de los Song, en los que las empresas estatales desempeñaban un papel importante, los Ming volvieron a las antiguas políticas de laissez faire de los Han al privatizar las industrias de la sal y el té. A mediados de la dinastía Ming, poderosos grupos de ricos comerciantes habían reemplazado al estado como motor dominante detrás de la industria china.

### Aparición del trabajo asalariado
El gobierno Ming abolió el trabajo forzoso obligatorio de los campesinos utilizado en las primeras dinastías y lo reemplazó con trabajo asalariado. Surgió una nueva clase de trabajadores asalariados donde no había existido antes. Solo en Jingde, se informó que había no menos de 300 fábricas de cerámica, todas operadas por trabajadores asalariados.

## Fomento temprano de la agricultura bajo Hongwu
Para recuperarse del gobierno de los mongoles y las guerras que los siguieron, el emperador Hongwu promulgó políticas pro-agrícolas. El estado invirtió mucho en canales agrícolas, redujo los impuestos sobre la agricultura a 1/30 de la producción y luego al 1,5% de la producción agrícola. Los agricultores Ming también introdujeron muchas innovaciones como arados accionados por agua y nuevos métodos agrícolas como la rotación de cultivos. Esto condujo a un excedente agrícola masivo que se convirtió en la base de una economía de mercado.

### Aparición de plantaciones comerciales
Los Ming vieron el surgimiento de plantaciones comerciales que producían cultivos adecuados a sus regiones. Estas plantaciones agrícolas producían té, frutas, pintura y otros bienes a gran escala. Los patrones regionales de producción establecidos durante este período continuaron hasta la dinastía Qing. El intercambio colombino trajo cultivos como el maíz con estos cultivos extranjeros. Durante el Ming, también aparecieron áreas especializadas que plantaron una gran cantidad de cultivos comerciales que podrían venderse en los mercados. Numerosos campesinos abandonaron la tierra para convertirse en artesanos. La población de los Ming se disparó; las estimaciones para la población de los Ming oscilan entre 160 y 200 millones.

### Mercados rurales durante el Ming
La agricultura Ming cambió mucho con respecto a las áreas anteriores; En primer lugar, áreas gigantes, dedicadas y especializadas en cultivos comerciales, surgieron a la demanda de la nueva economía de mercado. En segundo lugar, las herramientas agrícolas y los carros, algunos impulsados por agua, ayudan a crear un excedente agrícola gigantesco que formó la base de la economía rural. Además del arroz, se cultivaron otros cultivos a gran escala.
Aunque las imágenes de agricultores autárquicos que no tenían conexión con el resto de China pueden tener algún mérito para las primeras dinastías Han y T'ang, este no fue ciertamente el caso de la dinastía Ming. Durante la dinastía Ming, el aumento de la población y la disminución de la calidad de la tierra hicieron necesario que los agricultores se ganaran la vida con cultivos comerciales. Muchos de estos mercados aparecieron en el campo rural, donde se intercambiaban y trocaban mercancías.
Un segundo tipo de mercado que se desarrolló en China fue el tipo urbano-rural, en el que los bienes rurales se vendían a los habitantes urbanos. Este fue el caso particular cuando los propietarios decidieron residir en las ciudades y utilizar los ingresos provenientes de la tenencia de tierras rurales para facilitar el intercambio en las ciudades. Otra forma en que se utilizó este tipo de mercado fueron los comerciantes profesionales que compraban bienes rurales en grandes cantidades.
El tercer tipo de mercado fue el "mercado nacional", que se desarrolló durante la dinastía Song, pero que se reforzó especialmente durante la época Ming. Este mercado involucró no solo el intercambio descrito anteriormente, sino también productos producidos directamente para el mercado. A diferencia de las dinastías anteriores, muchos campesinos Ming ya no producían solo los productos que necesitaban; muchos de ellos producían productos para el mercado, que luego vendían con ganancias.

## Comercio e inversión

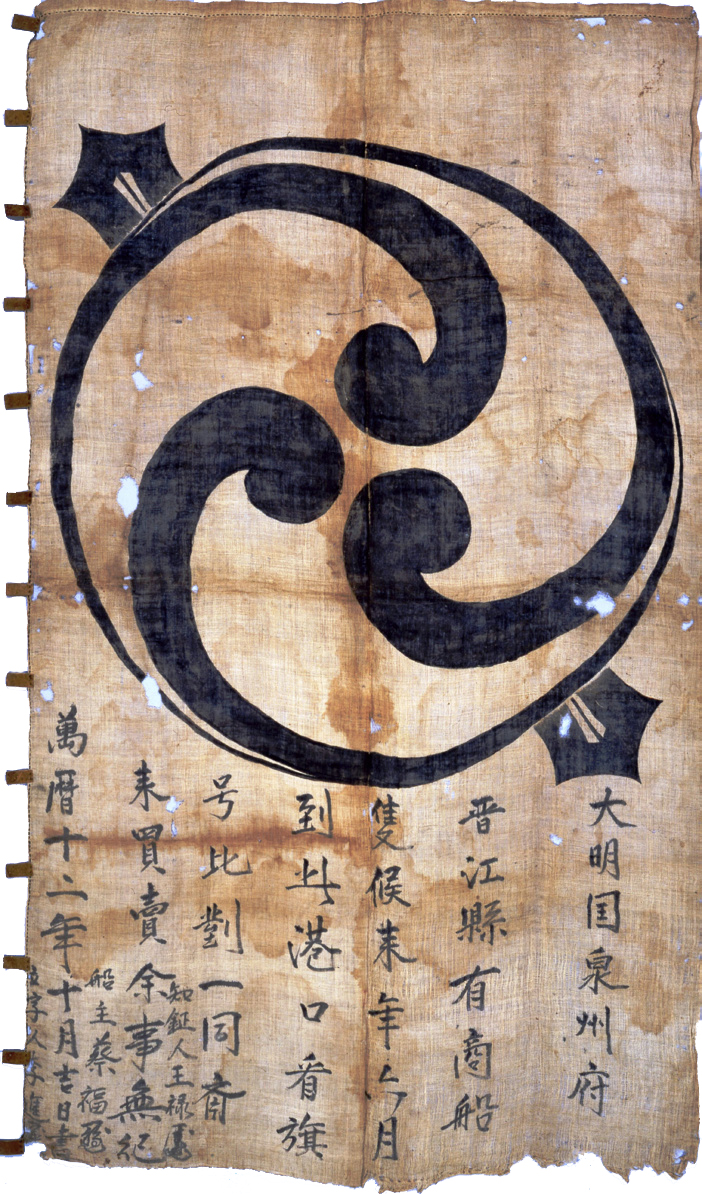
Bandera de barco comercial Japón-Ming, 1584, inscrita con las firmas y kaō, o firmas estilizadas, de tres comerciantes Ming; para ser hizada al año siguiente a su llegada a lo que ahora es Shimonoseki (Archivos de la Prefectura de Yamaguchi).

A principios del Ming, después de la devastación de la guerra que expulsó a los mongoles, el emperador Hongwu impuso severas restricciones al comercio (el " haijin "). Creyendo que la agricultura era la base de la economía, Hongwu favorecía esa industria por encima de todas las demás, incluida la de los comerciantes. Después de su muerte, la mayoría de sus políticas fueron revocadas por sus sucesores. A finales de Ming, el estado estaba perdiendo poder ante los mismos comerciantes que Hongwu había querido restringir.
La dinastía Ming también se involucró en un próspero comercio tanto con Europa como con Japón. Joseph Needham estimó la cantidad de plata que fluía hacia la dinastía Ming en 300 millones de taels, lo que equivale a más de 190 mil millones de dólares en dinero de hoy. Además de la plata, los Ming también importaron muchas armas de fuego europeas, con el fin de garantizar la modernidad de sus armas.
El comercio y el comercio prosperaron en esta economía liberalizada, y fueron ayudados por la construcción de canales, carreteras y puentes por parte del gobierno Ming. Los Ming vieron el surgimiento de varios clanes de comerciantes, como los clanes Huai y Jin, que disponían de grandes cantidades de riqueza. Las clases de la nobleza y los comerciantes comenzaron a fusionarse, y los comerciantes ganaron poder a expensas del estado. Se decía que algunos comerciantes tenían un tesoro de 30 millones de taeles.
China actuó como el engranaje de la rueda del comercio mundial. El comercio con Japón continuó sin obstáculos a pesar del embargo, a través de contrabandistas chinos, puertos del sudeste asiático o portugueses. China estaba completamente integrada en el sistema de comercio mundial.
Las naciones europeas tenían un gran deseo por los productos chinos como la seda y la porcelana. Los europeos no tenían ningún bien o producto básico que China deseara, por lo que intercambiaron plata para compensar su déficit comercial. Los españoles en el momento de la Era de la Exploración descubrieron grandes cantidades de plata, gran parte de la cual provenía de las minas de plata de Potosí, para impulsar su economía comercial. Las minas de plata hispanoamericanas fueron las fuentes más baratas del mundo produciendo 40.000 toneladas de plata en 200 años.  El destino final de las cantidades masivas de plata producidas en América y Japón fue China. Entre 1500 y 1800, México y Perú produjeron alrededor del 80% [14] de la plata del mundo y el 30% de ella finalmente terminó en China. A finales del siglo XVI y principios del XVII, Japón también exportaba mucho plata a China. La plata de las Américas fluyó principalmente a través del Atlántico y se dirigió hacia el lejano oriente. Los principales puestos de avanzada para el comercio de plata estaban ubicados en países del sudeste asiático, como Filipinas. La ciudad de Manila sirvió como un puesto de avanzada principal del intercambio de bienes entre las Américas, Japón, India, Indonesia y China. Sin embargo, también hubo una gran cantidad de plata que cruzó el Océano Pacífico directamente desde las Américas.
El comercio con la China Ming a través de Manila sirvió como una importante fuente de ingresos para el Imperio español y como una fuente fundamental de ingresos para los colonos españoles en las Islas Filipinas. Hasta 1593, dos o más barcos zarpaban anualmente desde cada puerto. [16] El comercio de galeones fue abastecido por comerciantes en gran parte de las zonas portuarias de Fujian que viajaron a Manila para vender a los españoles especias, porcelana, marfil, lacados, seda procesada, telas y otros productos valiosos. Los cargamentos variaban de un viaje a otro, pero a menudo incluían mercancías de toda Asia: jade, cera, pólvora y seda de China; ámbar, algodón y alfombras de la India; especias de Indonesia y Malasia; y una variedad de productos de Japón, incluidos abanicos, cofres, biombos y porcelana.

### Fiscalidad
Los impuestos Ming eran bajos. Los impuestos sobre la agricultura eran solo 1/30 de los productos agrícolas y luego se redujeron a 1/50 de los productos. Los impuestos sobre el comercio también ascendieron a 1/30 del comercio, pero luego se redujeron al 1,5%. Estos bajos impuestos estimularon el comercio, pero debilitaron gravemente al estado. La sal, como en las dinastías anteriores, era una fuente importante de ingresos estatales, pero requería una gestión constante y competente. Con la llegada de la Pequeña Edad del Hielo en el siglo XVII, los bajos ingresos del estado y su incapacidad para aumentar los impuestos causaron déficits masivos, y un gran número de tropas Ming desertaron o se rebelaron porque no se les había pagado.

### Debilitamiento del estado
Durante el Ming, los controles impuestos a la economía se relajaron gradualmente. Los monopolios estatales sobre la sal y el hierro terminaron cuando estas y otras industrias fueron privatizadas. Los impuestos se redujeron de los altos niveles bajo el Yuan mongol, y el Ming tenía una de las tasas impositivas más bajas (por persona) del mundo. Todo el comercio exterior, que se estimó en hasta 300 millones de taels, proporcionó a los Ming un impuesto de sólo unos 40.000 taels al año. Cuando el emperador Wanli intentó aumentar el impuesto a la sal, sus medidas se opusieron con violencia y los eunucos que envió para cobrar el impuesto fueron decapitados por funcionarios locales.

### Brotes de capitalismo
La inversión y el capital se trasladaron de la tierra y se volcaron en empresas. Continuando con la tendencia de Song, los inversores de Ming invirtieron grandes cantidades de capital en empresas y obtuvieron grandes beneficios. Muchos eruditos chinos creen que Ming fue la dinastía en la que surgieron los " brotes del capitalismo " en China, solo para ser reprimidos por la dinastía Qing. Esta teoría fue ampliamente promovida por los eruditos comunistas durante el período maoísta, y sufre la condena general de ese período de los manchú qing, quienes fueron acusados de administrar mal el estado chino frente a la invasión extranjera.